# Världsmästerskapen i bordtennis 1969
Världsmästerskapen i bordtennis 1969 spelades i München under perioden 17–27 april 1969.

## Medaljörer

### Lag
| Disciplin            | Guld                                                                       | Silver                                                                | Brons                                                                               |
| Herrarnas lagtävling | Japan Nobuhiko Hasegawa Tetsuo Inoue Shigeo Itoh Kenji Kasai Mitsuru Kohno | Västtyskland Bernt Jansen Wilfried Lieck Martin Ness Eberhard Scholer | Jugoslavien Zlatko Cordas Istvan Korpa Antun Stipančić Dragutin Šurbek Edvard Vecko |
| Damernas lagtävling  | Sovjetunionen Laima Amelina Svetlana Grinberg Rita Pogosova Zoja Rudnova   | Rumänien Maria Alexandru Carmen Crisan Eleonora Mihalca               | Japan Saeko Hirota Yasuko Konno Toshiko Kowada Sachiko Morisawa                     |

### Individuellt
| Disciplin   | Guld                           | Silver                           | Brons                             |
| Herrsingel  | Shigeo Itoh                    | Eberhard Schöler                 | Kenji Kasai                       |
| Herrsingel  | Shigeo Itoh                    | Eberhard Schöler                 | Tokio Tasaka                      |
| Damsingel   | Toshiko Kowada                 | Gabriele Geissler                | Maria Alexandru                   |
| Damsingel   | Toshiko Kowada                 | Gabriele Geissler                | Miho Hamada                       |
| Herrdubbel  | Hans Alsér Kjell Johansson     | Nobuhiko Hasegawa Tokio Tasaka   | Shigeo Itoh Mitsuru Kohno         |
| Herrdubbel  | Hans Alsér Kjell Johansson     | Nobuhiko Hasegawa Tokio Tasaka   | Anatolj Amelin Stanislav Gomozkov |
| Damdubbel   | Svetlana Grinberg Zoja Rudnova | Maria Alexandru Eleonora Mihalca | Choi Hwan-Hwan Choi Jung-Sook     |
| Damdubbel   | Svetlana Grinberg Zoja Rudnova | Maria Alexandru Eleonora Mihalca | Jitka Karlikova Ilona Vostova     |
| Mixeddubbel | Nobuhiko Hasegawa Yasuko Konno | Mitsuru Kohno Saeko Hirota       | Shigeo Itoh Toshiko Kowada        |
| Mixeddubbel | Nobuhiko Hasegawa Yasuko Konno | Mitsuru Kohno Saeko Hirota       | Denis Neale Mary Wright           |

### Fotnoter
1. ↑  ”World Championships Results”. ITTF Museum. Arkiverad från originalet den 11 maj 2012. https://web.archive.org/web/20120511103023/http://www.ittf.com/museum/results/WorldChresults.html. Läst 7 april 2012.
2. ↑  ”ITTF Statistics”. ittf.com. Arkiverad från originalet den 4 mars 2016. https://web.archive.org/web/20160304052540/http://www.ittf.com/ittf_stats/All_events4.asp?Competition_ID=51. Läst 7 april 2012.